# Jacopo Berrettini
Jacopo Berrettini (* 27. November 1998 in Rom) ist ein italienischer Tennisspieler.

## Karriere
2017 begann Berrettini regelmäßig Turniere auf der drittklassigen ITF Future Tour zu spielen. 2018 gewann er seine ersten zwei Titel auf dieser Tour und stieg kurz darauf in die Top 500 der Tennisweltrangliste ein. Die Folge waren erste Einsätze auf der höherdotierten ATP Challenger Tour, wo er im Doppel in Perugia und San Benedetto je das Halbfinale erreichen konnte. Zum ersten Mal weiter ins Turnier vordringen konnte er 2019 im Einzel von Barletta, als er das Viertelfinale erreichte und dort Mohamed Safwat unterlag. In Parma unterlag er in derselben Runde Julian Lenz. Seitdem kam er bei keinem Challenger-Turnier über die erste Runde hinaus. Von seinem zwischenzeitlichen Karrierehoch von Platz 388 im Juli 2019 fiel er wieder bis auf einen Platz außerhalb der Top 500 zurück.
Im Doppel gewann er bis 2021 insgesamt fünf Future-Titel. In Cagliari wurde ihm daraufhin eine Wildcard im Doppel zugesprochen, wodurch Berrettini zu seinem ersten Match auf der ATP Tour kam. An der Seite seines älteren Bruders Matteo Berrettini gelang ihm der Einzug ins Halbfinale, wo sie der Paarung aus Simone Bolelli und Andrés Molteni unterlagen. Im Doppel stieg er danach auf sein Rekordhoch von Platz 302.

## Erfolge
| Legende (Anzahl der Siege) |
| Grand Slam                 |
| ATP Tour Finals            |
| ATP Tour Masters 1000      |
| ATP Tour 500               |
| ATP Tour 250               |
| ATP Challenger Tour (1)    |

### Doppel

#### Turniersiege

##### ATP Challenger Tour
| Nr. | Datum         | Turnier  | Belag | Partner        | Finalgegner                    | Ergebnis         |
| --- | ------------- | -------- | ----- | -------------- | ------------------------------ | ---------------- |
| 1.  | 8. April 2023 | Barletta | Sand  | Flavio Cobolli | Zdeněk Kolář Denys Moltschanow | 1:6, 7:5, [10:6] |